# Dawn Song
Dawn Song – chińsko-amerykańska naukowczyni i profesorka na Uniwersytecie Kalifornijskim w Berkeley na Wydziale Elektrotechniki i Informatyki.
W 2010 r. otrzymała Nagrodę MacArthurów.

## Edukacja
Song zdobyła stopień Bachelor of Science w 1996 na Uniwersytecie Tsinghua, Master of Science w 1999 na Carnegie Mellon University i stopień doktora w 2002 na Uniwersytecie Kalifornijskim w Berkeley.

## Kariera
Song w latach 2002–2007 była asystentką profesora na Carnegie Mellon University, potem w 2007 roku dołączyła do wydziału na Uniwersytecie Kalifornijskim w Berkeley. Praca Song koncentruje się na bezpieczeństwie informatycznym, uczeniu maszynowym i blockchainie.

## Uznanie
Song jest laureatką wielu nagród, w tym Sloan Fellowship, National Science Foundation CAREER Award, IBM Faculty Award, Guggenheim fellowship i MacArthur Foundation Fellowship. W 2009 roku MIT Technology Review uznał Song za jedną z 35 najlepszych innowatorów na świecie mających mniej niż 35 lat. W ten sposób dołączyła do listy Innovators Under 35. W 2019 roku została wybrana jako ACM Fellow za „wkład w bezpieczeństwo i prywatność”.